# La mamma morta
Pour les articles homonymes, voir La Mamma.

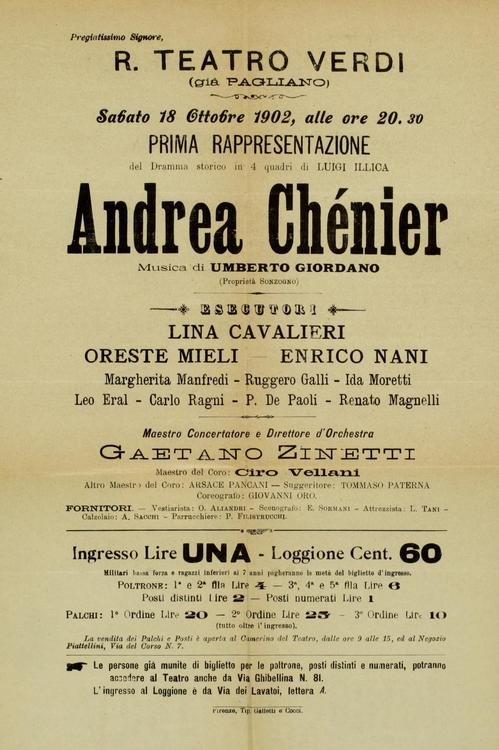
Affiche pour la représentation d'Andrea Chénier au Théâtre Verdi (Italie).

La mamma morta (« ils ont tué ma mère », litt. La mère morte) est une aria de l'opéra vériste Andrea Chénier d'Umberto Giordano (1896). C'est un air chanté par le rôle principal de Maddalena di Coigny au troisième acte.
Cette aria est devenue célèbre pour sa version chantée par Maria Callas et son utilisation dans le film Philadelphia en 1993.

## Livret
| Texte italien | Traduction en français |
| --- | --- |
| La mamma morta m'hanno alla porta della stanza mia Moriva e mi salvava! poi a notte alta io con Bersi errava, quando ad un tratto un livido bagliore guizza e rischiara innanzi a' passi miei la cupa via! Guardo! Bruciava il loco di mia culla! Così fui sola! E intorno il nulla! Fame e miseria! Il bisogno, il periglio! Caddi malata, e Bersi, buona e pura, di sua bellezza ha fatto un mercato, un contratto per me! Porto sventura a chi bene mi vuole! Fu in quel dolore che a me venne l'amor! Voce piena d'armonia e dice Vivi ancora! Io son la vita! Ne' miei occhi è il tuo cielo! Tu non sei sola! Le lacrime tue io le raccolgo! Io sto sul tuo cammino e ti sorreggo! Sorridi e spera! Io son l'amore! Tutto intorno è sangue e fango? Io son divino! Io son l'oblio! Io sono il dio che sovra il mondo scendo da l'empireo, fa della terra un ciel! Ah! Io son l'amore, io son l'amor, l'amor E l'angelo si accosta, bacia, e vi bacia la morte! Corpo di moribonda è il corpo mio. Prendilo dunque. Io son già morta cosa! | Ils ont tué ma mère sur le pas de ma porte Elle est morte et m'a sauvée ! Ensuite au milieu de la nuit, j'errais dans les rues avec Bersi, lorsque soudain un éclat livide et tremblant illumina devant moi la sombre rue ! Je le contemplais Ma maison brûlait ! J'étais seule ! Entourée par le vide ! Par la faim et la misère ! Les privations et le danger ! Je suis tombée malade, et Bersi, si bonne et pure, a vendu son corps pour me sauvegarder. J’apporte le malheur à tous ceux qui m’aiment ! Et c’est dans cette douleur que l’amour est venu à moi. D’une voix si douce il a murmuré : Tu dois continuer à vivre ! Je suis la vie ! Le ciel est dans mes yeux ! Tu n'es pas seule. Ma poitrine sèchera tes larmes Je marcherai à tes côtés et supporterai tes malheurs avec toi. Souris et espère ! Je suis l’Amour ! Ce qui m'entoure n'est-il que sang et boue ? Je suis le divin! Je suis l’oubli ! Je suis le dieu qui vient du paradis sur terre pour faire de la terre un paradis. Ah ! Je suis l’Amour ! Je suis l’Amour ! L’Amour ! Et l’ange a volé jusqu'à moi, m’a embrassée d'un froid baiser mortel. Ce corps moribond est mon corps ! Prends-le donc. Car je suis déjà morte ! |